# Villers-Outréaux
Villers-Outréaux ist eine französische Gemeinde mit 2137 Einwohnern (Stand 1. Januar 2022) im Département Nord in der Region Hauts-de-France. Sie gehört zum Arrondissement Cambrai, zum Kanton Le Cateau-Cambrésis und zum Gemeindeverband Communauté d’agglomération du Caudrésis et du Catésis. Die Bewohner werden Villersois und Villersoises genannt.

## Geographie
Die Gemeinde Villers-Outréaux liegt an der Grenze zum Département Aisne, 18 Kilometer südsüdöstlich von Cambrai. Umgeben wird Villers-Outréaux von den Nachbargemeinden Crèvecœur-sur-l’Escaut im Westen und Norden, Malincourt im Nordosten und Osten, Beaurevoir im Südosten, Gouy im Süden sowie Aubencheul-aux-Bois im Südwesten.

## Geschichte
Nahe dem Ort existierte im Ersten Weltkrieg ein deutscher Feldflugplatz.

## Bevölkerungsentwicklung
| Jahr                       | 1962 | 1968 | 1975 | 1982 | 1990 | 1999 | 2006 | 2013 | 2021 |
| Einwohner                  | 2420 | 2553 | 2714 | 2576 | 2421 | 2184 | 2167 | 2091 | 2156 |
| Quellen: Cassini und INSEE |      |      |      |      |      |      |      |      |      |

## Sehenswürdigkeiten
- Kirche Saint-Martin aus dem 16. Jahrhundert
- Reste einer ehemaligen Windmühle
- Soldatenfriedhof des Commonwealth

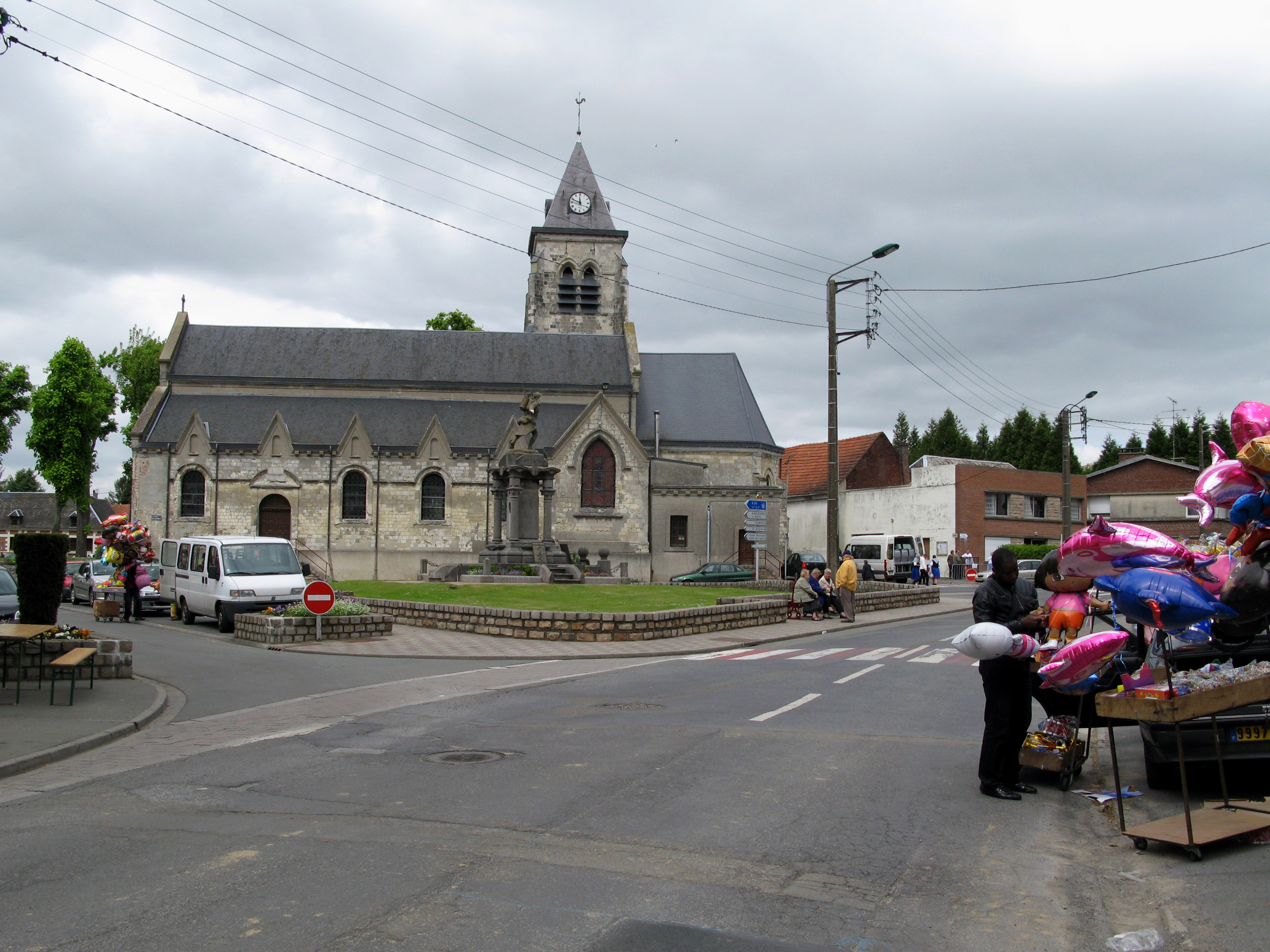
Kirche Saint-Martin
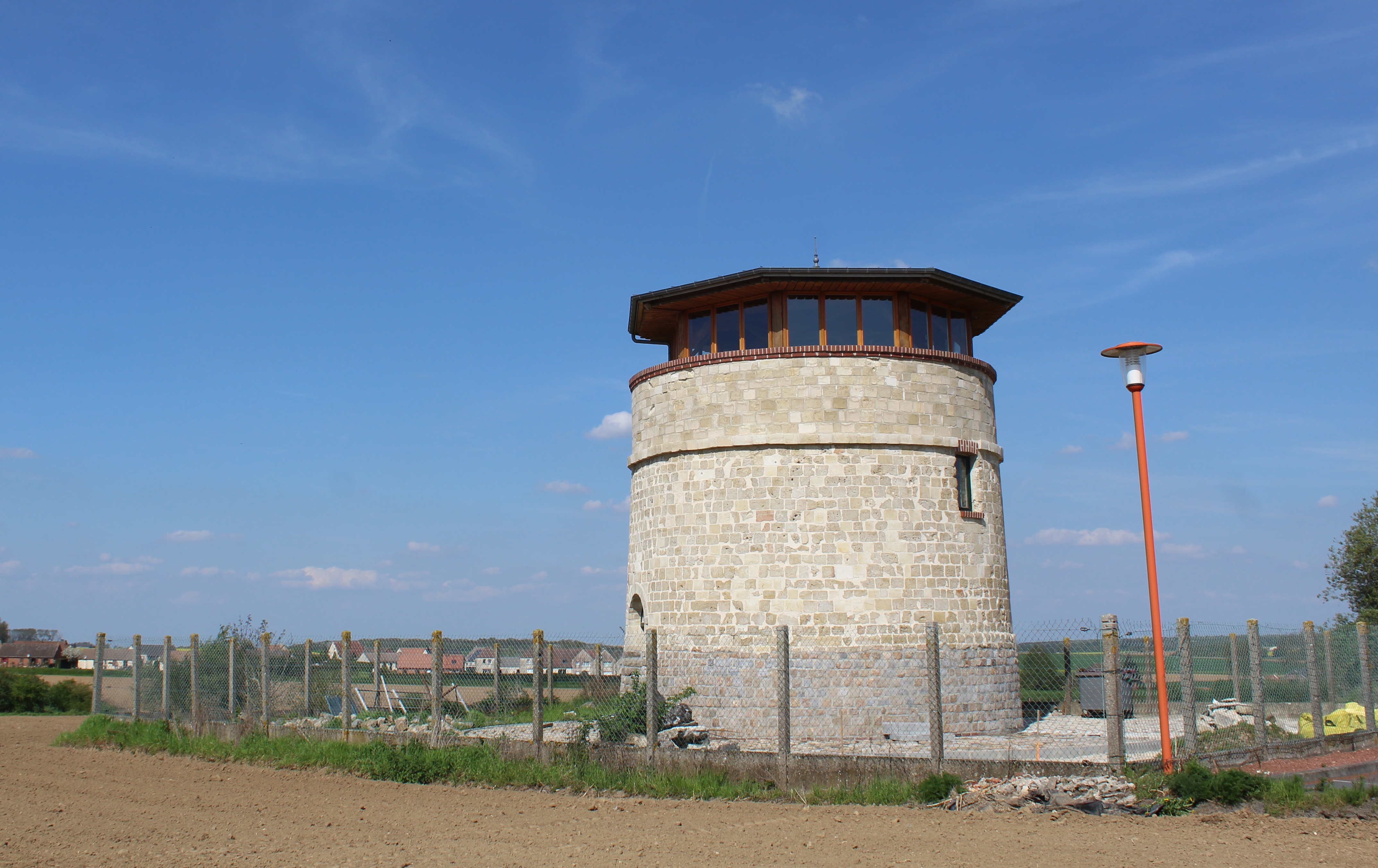
Ehemalige Windmühle
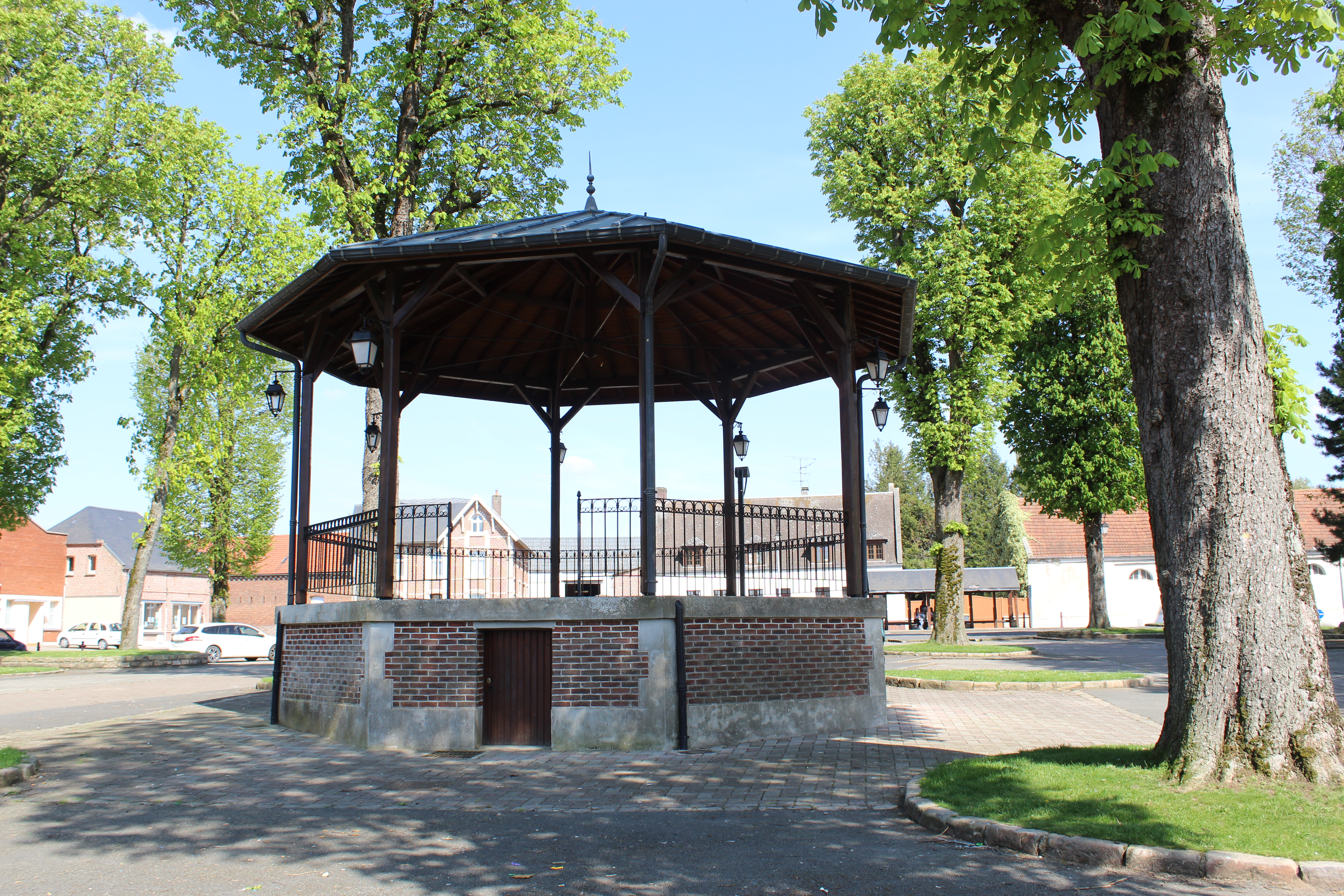
Musikpavillon
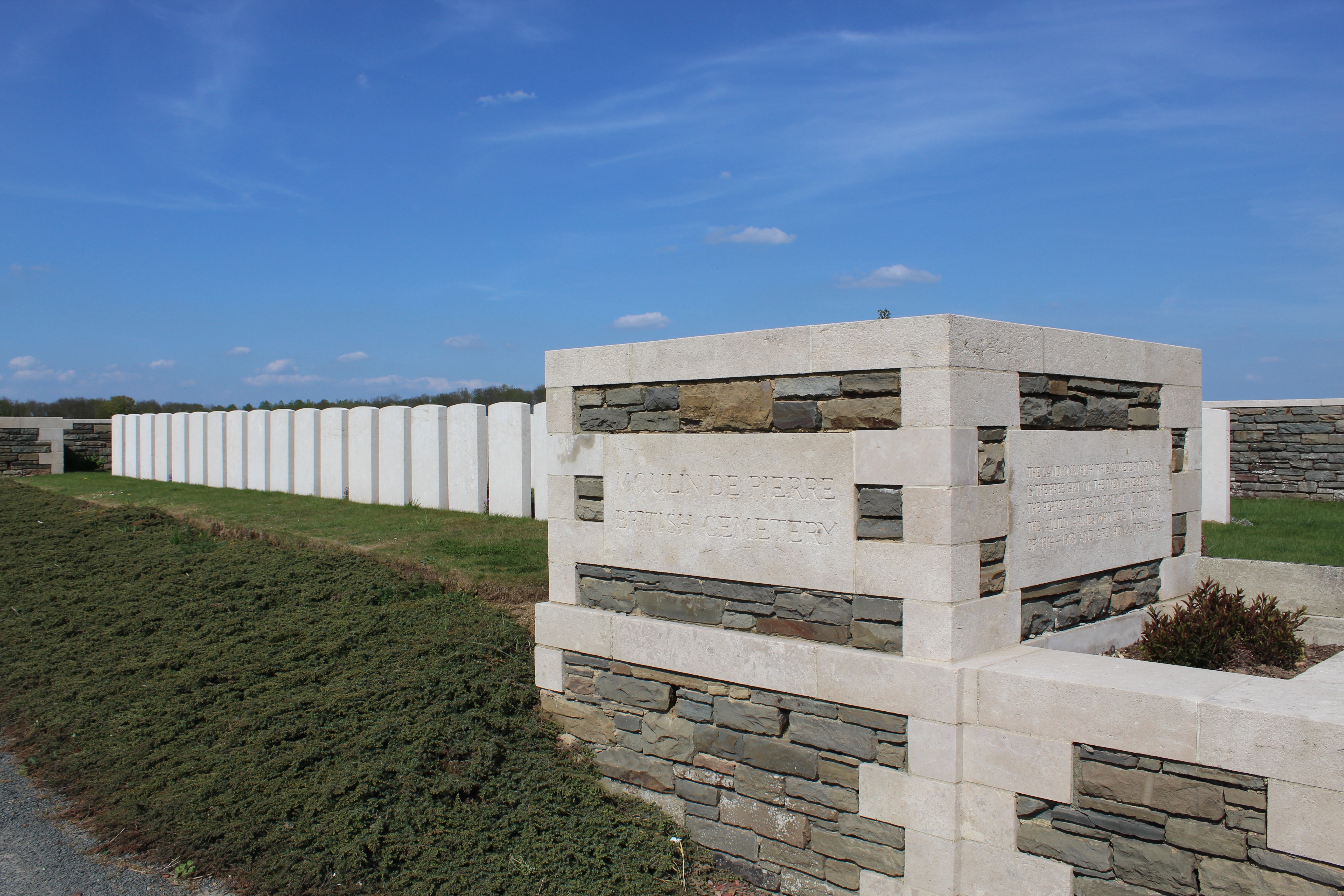
Soldatenfriedhof „Moulin de Pierre“
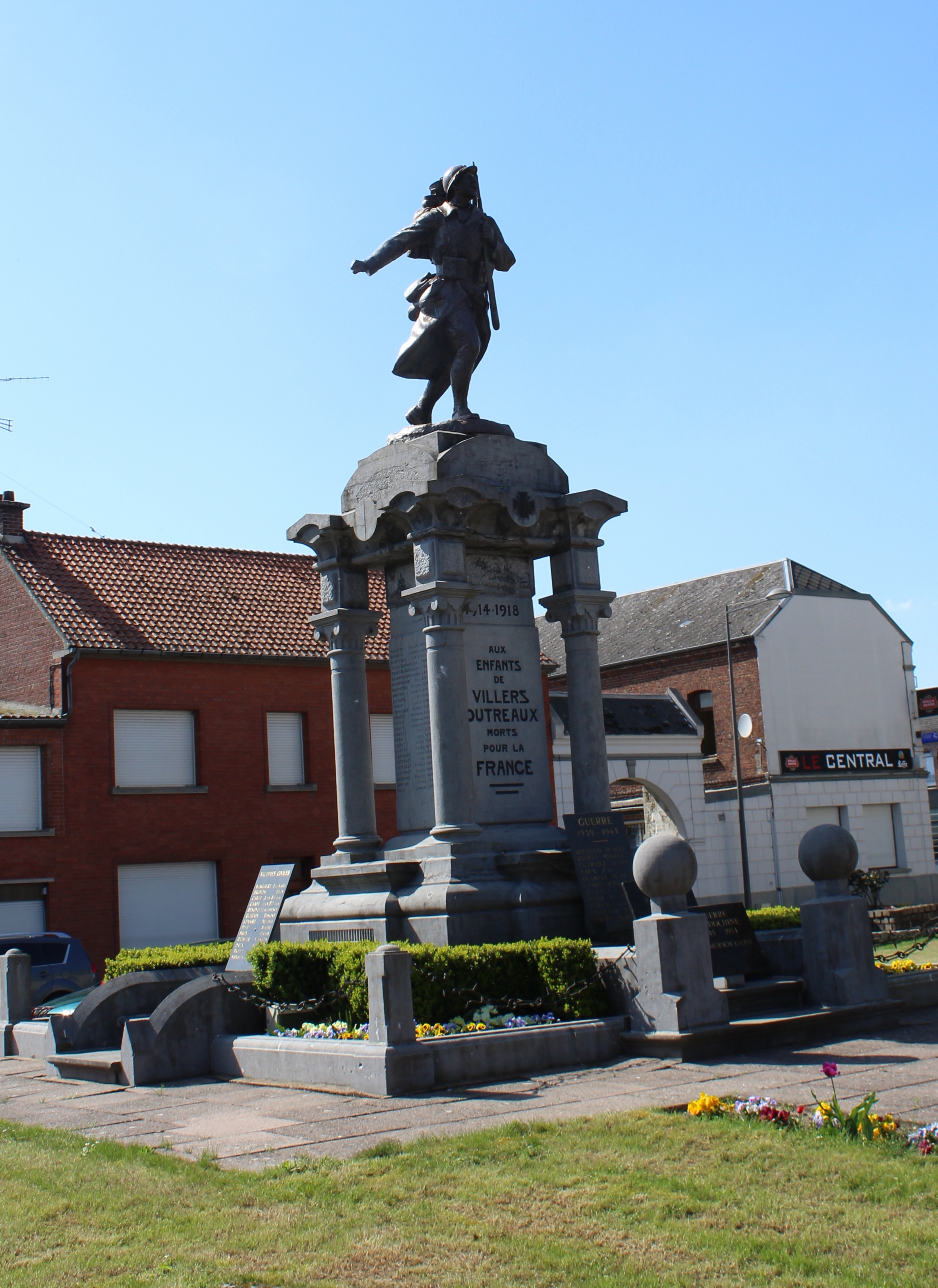
Gefallenendenkmal